# 人妻♪かすみさん 〜母娘と共同性活〜
『人妻♪かすみさん 〜母娘と共同性活〜』(ひとづまかすみさん おやこときょうどうせいかつ、英語: The Hills Have Size、ロシア語: Холмы имеют размер、ドイツ語: Kasumi Heimliche Liebe、ドイツ語: Hitozuma Kasumi）は、TinkerBell (Cyberworks) から発売された、18禁指定（アダルトゲーム）のアドベンチャーゲームシリーズである。

## リリース
初作の『人妻かすみさん 母娘と共同性活』が2003年7月18日に発売され、2004年10月15日には続編である『人妻かすみさん2 奥様·未亡人オーナーと共同性活』が発売された。
後に、同シリーズは『人妻園 俺が人妻好きになった五本』に収録されて、ヒロインの松原霞のテレフォンカードが初回購入特典となった。
同シリーズはさらにDVDPG化され、初作は2007年12月25日に、続編は2008年7月25日に、mints(MS PICTURES)から発売された。
初作に相当する部分は2部作構成でOVA化され、2005年12月9日に前編の『人妻かすみさん 前編 過ちの夜』が、2006年4月14日に後編の『人妻かすみさん 後編 確かめ合う気持ち』が、そして2008年1月1日に両編を一つにパッケージングした『人妻かすみさん アルティメットエディション』が、MUSEから発売されている。
さらに、時を経た2019年8月30日に当作のモザイク表現をリメイクした『人妻かすみさん アルティメットエディション モザイクリニューアルバージョン』がVANILLA(Digital Works)から発売されている。
なお、上記『アルティメットエディション』相当の無修正版が、英語圏では2006年9月26日にメディア・ブラスターズ(Kitty Media)から、独語圏ではTRIMAXから、発売されている。

## ストーリー

### 母娘と共同性活
地方都市で一人暮しをしていた大学生・松原良治は、近所の叔父である寿志家に、生活費が苦しくなる月末にはよく食事を馳走になったり、従兄妹の未央の勉強を見てやったりと、寿志一家とは比較的親密な親戚付き合いを続けていた。 寿志が仕事で忙しく全国を飛び回っているせいもあって、未央や叔母で寿志の妻の霞にとって良治は頼りになる存在でもあった。
ある日、寿志宅が空き巣に入られたことから、寿志の提案で、逡巡の末に霞と未央の住む家に同居することとなった。霞に淡い想いを抱いていた良治は同じ屋根の下での生活を内心嬉しく思い、彼女の魅力に心を揺り動かされる毎日を送る。

### 奥様·未亡人オーナーと共同性活
良治と霞が両想いになったものの不義の情事を重ねて月日が経ったある日、寿志の転勤が決まり、これを機に寿志と別れて良治と結ばれたいとの霞の突然の告白に対してに戸惑った良治を見た霞は彼のためだと身を引き、やがて関係は終わりを迎える。
それから2年後の夏休み中、避暑地にあるペンションでのアルバイトを春海から頼まれた良治は、彼女への義理からこれを引き受ける。そして、アルバイト先のペンションにてオーナーである久方奈津乃から良治の同僚として、霞が紹介される。こうして再会した良治と霞の、悦びに満ちたアルバイト生活が始まる。

## キャラクター

### 母娘と共同性活
松原良治（まつばらりょうじ）
声：浅野要二（OVAのみ）
本シリーズの主人公。
叔父の寿志家に同居しつつ地方都市の大学に通うことになった青年。
霞に淡い憧れを抱く一方で、春海の気持ちにはまるで気づいていない。
続編『奥様·未亡人オーナーと共同性活』では、寿志家とは別居し、進学して大学院生になっている。
松原霞（まつばらかすみ）
声：杏露花梨
本シリーズのヒロイン
寿志の妻で、良治の叔母にあたる。
旧家の出身で、家庭的でおっとりとした性格をしている。
夫とは長らくセックスレスで、重度の欲求不満に悩んでおり、夜な夜なアダルトビデオを見ながら愛用の大人のおもちゃで自らを慰める日々を過ごしている。
続編『奥様·未亡人オーナーと共同性活』では、髪をセミロングにしている。
良治との関係から一度は身を引いたものの彼のことが忘れられず、再会を切望していた。
久しぶりに再会した良治とは最初は距離を置こうとするも、また傍にいてくれるようになったことで、自分を抑えられなくなる。
浮島春海（うきしまはるみ）
声：涼森ちさと
霞の実妹で、美央の叔母にあたる。
26歳前後の大学院生。
勝気な性格の一方で、未だに男性との交際経験や性体験がない。
良治に想いを寄せる。
義兄の寿志とはあまり仲が良くない。
松原未央（まつばらみお）
声：天天
霞と寿志の一人娘で、良治の従妹にあたる。
思春期前で明朗快活な性格をしている。
勉強は苦手な一方で、運動神経は良い。
続編『奥様·未亡人オーナーと共同性活』では、海外留学している。
松原寿志（まつばらひさし）
声：鬼沢雅維（OVAのみ）
霞の夫であると同時に、良治の叔父でもある。
家庭を顧みない典型的な仕事人間である一方で、部下の若い女性と密かに不倫をしている。
続編『奥様·未亡人オーナーと共同性活』では、霞との夫婦仲は冷め切っている。

### 奥様·未亡人オーナーと共同性活
久方奈津乃（ひさかたなつの）
声：比未子
霞の友人。亡くなった夫のことを今でも想っている。ペンションを営んでおり、霞が気落ちして元気がない事情を知っており、気分転換のためにアルバイトを望んだ彼女を雇い入れた。
そのため、当初は良治を好く思っていなかったが、一緒に生活を続けていくうちに少しずつ惹かれていく。
藤野碧（ふじのみどり）
声：涼森ちさと
ペンションを訪れている宿泊客。
結婚を控えている身でありながら、良治を気に入り、色仕掛けをしてくる。

## 製品群
ゲーム (TinkerBell/Cyberworks)
- 『人妻かすみさん 母娘と共同性活』 (2003年7月18日)
- 『人妻かすみさん2 奥様·未亡人オーナーと共同性活』 2019年8月30日

DVDPG (mints/MS PICTURES)
- 『人妻かすみさん 母娘と共同性活』 (2007年12月15日)
- 『人妻かすみさん2 奥様·未亡人オーナーと共同性活』 (2007年12月25日)

ファンブック (メディアックス)
- 『人妻かすみさん 母娘と共同性活 オフィシャルファンブック』 (メディアックスムック235) (2003年10月29日)

ライトノベル (コアマガジン)
- 『人妻かすみさん 母娘と共同性活』 (G-type Novels 03) (2004年2月25日)
- 『人妻かすみさん2 奥様·未亡人オーナーと共同性活』 (G-type Novels 08) (2005年2月25日)

OVA (Muse,VANILLA/Digital Works.)
- 『人妻かすみさん アルティメットエディション モザイクリニューアルバージョン』 (2019年8月30日)
  - 『人妻かすみさん アルティメットエディション』 (2008年1月1日)
    - 『人妻かすみさん 前編 過ちの夜』 (2005年12月9日)
    - 『人妻かすみさん 後編 確かめ合う気持ち』 (2006年4月14日)

e‐Color Comic (TMEプラス)
- 『フルカラー成人版 人妻かすみさん 前編 Complete版』 (2018年3月9日)
  - 『フルカラー成人版 人妻かすみさん 第一話』 (2017年11月24日)
  - 『フルカラー成人版 人妻かすみさん 第二話』 (2017年11月24日)

- 『フルカラー成人版 人妻かすみさん 後編 Complete版』 (2018年3月23日
  - 『フルカラー成人版 人妻かすみさん 第三話』 (2017年12月8日)
  - 『フルカラー成人版 人妻かすみさん 第四話』 (2017年12月8日)

## 制作スタッフ
- (原画) すめらぎ琥珀
- (シナリオ) フレーム

主題歌
「センセーション」 (『母娘と共同性活』 & OVA)
桑島三幸 (歌) 諸手ジャクソン (作詞) NSN (作曲·編曲)
「バケーション」 (『奥様·未亡人オーナーと共同性活』)
吉田奈穂子 (歌) 諸手ジャクソン (作詞) NSN (作曲·編曲)